# Bernard Chiarelli
Bernard Chiarelli   (Valenciennes, 24 de febrer de 1934 - Saint-Saulve, 17 de novembre de 2024) va ser un futbolista francès. Va formar part de l'equip francès a la Copa del Món de 1958.